# جالیانو کاستلفراتو
جالیانو کاستلفراتو (به ایتالیایی: Gagliano Castelferrato) یک کومونه در ایتالیا است که در استان انا واقع شده‌است.

## خصوصیات
جالیانو کاستلفراتو ۵۵ کیلومترمربع مساحت و ۳٬۷۶۷ نفر جمعیت دارد و ۶۵۱ متر بالاتر از سطح دریا واقع شده‌است.

## خواهرخوانده
شهر San Marco d'Alunzio خواهرخواندهٔ جالیانو کاستلفراتو هست.